# Mongolski Komitet Olimpijski
Mongolski Komitet Olimpijski – stowarzyszenie związków i organizacji sportowych z siedzibą w Ułan Bator, zajmujące się organizacją udziału reprezentacji Mongolii w igrzyskach olimpijskich oraz upowszechnianiem idei olimpijskiej i promocją sportu, a także reprezentowaniem mongolskiego sportu w organizacjach międzynarodowych, w tym w Międzynarodowym Komitecie Olimpijskim.

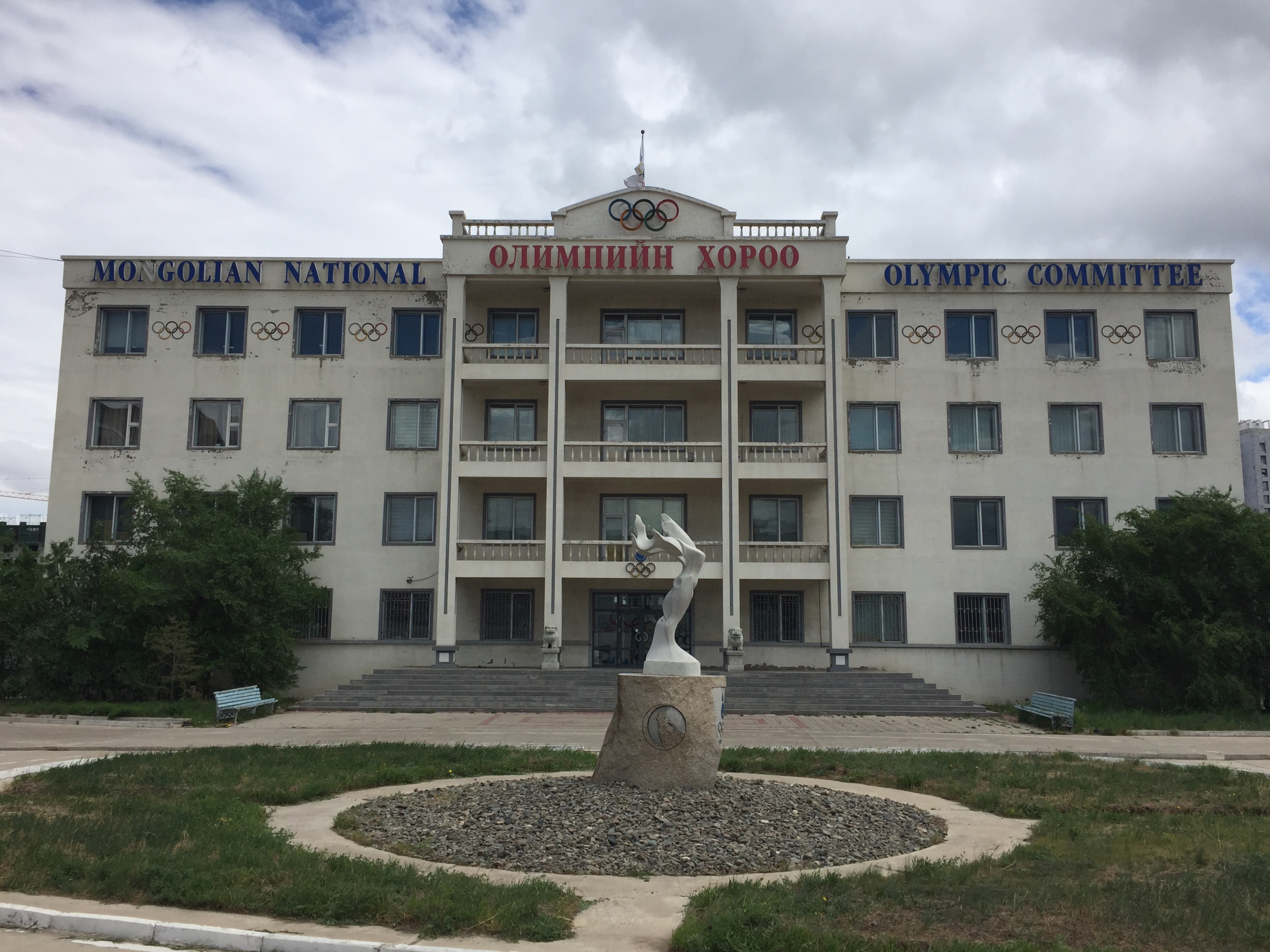
Siedziba Mongolskiego Komitetu Olimpijskiego w Ułan Bator